# Arthrochilus
Arthrochilus F.Muell.  es un género de orquídeas (familia Orchidaceae), en la subfamilia Orchidoideae. Tiene 15 especies.
Es nativo de Nueva Guinea y norte y este de Australia.

## Especies
A continuación se brinda un listado de las especies del género Arthrochilus aceptadas hasta mayo de 2011, ordenadas alfabéticamente. Para cada una se indica el nombre binomial seguido del autor, abreviado según las convenciones y usos y la publicación válida.
1. Arthrochilus apectus D.L.Jones, Orchadian 14(8: Sci. Suppl.): i (2004).
2. Arthrochilus aquilus D.L.Jones, Orchadian 14(8: Sci. Suppl.): ii (2004).
3. Arthrochilus byrnesii Blaxell, Contr. New South Wales Natl. Herb. 4: 278 (1972).
4. Arthrochilus corinnae D.L.Jones, Orchadian 14(8: Sci. Suppl.): iii (2004).
5. Arthrochilus dockrillii Lavarack, Proc. Roy. Soc. Queensland 86(25): 155 (1975).
6. Arthrochilus huntianus (F.Muell.) Blaxell, Contr. New South Wales Natl. Herb. 4: 277 (1972).
7. Arthrochilus irritabilis F.Muell., Fragm. 1: 43 (1858).
8. Arthrochilus laevicallus Ormerod, Orchadian 16: 515 (2011).
9. Arthrochilus latipes D.L.Jones, Austral. Orchid Res. 2: 8 (1991).
10. Arthrochilus lavarackianus (D.L.Jones) Lavarack, Austrobaileya 7: 385 (2006).
11. Arthrochilus oreophilus D.L.Jones, Austral. Orchid Res. 2: 9 (1991).
12. Arthrochilus prolixus D.L.Jones, Austral. Orchid Res. 2: 10 (1991).
13. Arthrochilus rosulatus D.L.Jones, Austral. Orchid Res. 2: 10 (1991).
14. Arthrochilus sabulosus D.L.Jones, Austral. Orchid Res. 2: 11 (1991).
15. Arthrochilus stenophyllus D.L.Jones, Austral. Orchid Res. 2: 12 (1991).